# Lengfeld (Würzburg)
Lengfeld (lokal: Lempfeld) ist ein Stadtbezirk und gleichzeitig ein Stadtteil von Würzburg im Nordosten der Stadt. Die früher eigenständige Gemeinde wurde am 1. Januar 1978 im Zuge der Gemeindegebietsreform in die Stadt Würzburg eingemeindet.
Während Lengfeld 1954 noch eine sehr kleine Siedlung war, die sich südlich und östlich der Sankt-Laurentius-Kirche erstreckte und sehr stark landwirtschaftlich geprägt war, wurde bis 1977 der Nordhang des Pilziggrunds und ein Gebiet jenseits der Kürnach bebaut. Zuletzt entstanden das Wohngebiet auf dem Greinberg sowie die Industrieparks entlang der B 19 auf dem Rücken des Greinbergs und entlang der B 8 auf der Wöllrieder Höhe. Weitere Baugebiete (Gebiete 22A, 22B, 37) im Norden der Ortschaft sind geplant. Die Stadtteilbevölkerung wird dadurch um weitere 1.700 bis 2.500 Personen zunehmen. Ergänzend wird die Nachverdichtung auf bisher nicht bebauten Grundstücken intensiviert.

## Verkehrssituation
Die Bundesstraße 8 (im südlichen Gemarkungsgebiet) und B19 (im nördlichen Gemarkungsgebiet) sowie verschiedene Omnibuslinien (20, 21, 26, 34) bieten eine gute Verkehrsanbindung. Nächste Bahnhöfe sind Würzburg Hauptbahnhof und der Bahnhof Rottendorf im benachbarten Ort Rottendorf. Problematisch im Hinblick auf die Neubaugebiete erscheint die Verkehrsführung durch den weiterhin zunehmenden Autoverkehr im Altort sowie im Bereich Stauferstraße/Pilziggrund, da in beiden Fällen der Straßenausbau nicht mit der Ortsentwicklung und der damit deutlich steigenden Verkehrsbelastung mitgehalten hat und eine erhöhte Lärmbelastung befürchtet wird., eine seit einigen Jahren bekannte Problematik. Schon jetzt ist durch die B19 eine überdurchschnittliche Lärmbelastung gegeben. Vor allem im Bereich der Grundschule/Carl-Orff-Straße sind bereits jetzt erhebliche Gefährdungen für die Grundschüler dokumentiert. Eine Auswertung des bundes- bzw. bayernweiten Unfallgeschehens zeigt bereits jetzt eine deutlich überdurchschnittliche Anzahl an Unfällen per se und an Unfällen mit Personenschäden. Auch von der parallel zur Nürnberger Straße verlaufenden Eisenbahnstrecke wird Lärmimmission verursacht. Zur Verbesserung der Verkehrserschließung wird seit mehreren Jahren über eine Straßenbahnanbindung über die Stadtteile Versbach und Lindleinsmühle zur Innenstadt diskutiert.

## Wirtschaft
Neben einigen landwirtschaftlichen Betrieben gibt es auch Handwerksbetriebe, mittelständische Unternehmen und Industriebetriebe (Brose, ehem. Siemens VDO). Ebenfalls auf Lengfelder Gebiet befinden sich ein Briefzentrum der Post und die Justizvollzugsanstalt Würzburg, die eine der modernsten Vollzugsanstalten in Deutschland ist. Am Rande von Lengfeld kreuzen sich die Bundesstraßen 19 und 8 am Greinbergknoten. Die Interessen verschiedener Gewerbetreibender und Freiberufler werden über die Werbegemeinschaft Lengfeld e. V. wahrgenommen, die auch eine Verteilzeitschrift „Lengfeld aktuell“ quartalsweise herausgibt und jedes Jahr ein Maifest auf dem Platz vor der Kürnachtalhalle organisiert. Der dort befindliche Maibaum wurde 1979 erstmals auf Betreiben der Werbegemeinschaft aufgestellt.
In Lengfeld siedelten sich viele Gewerbebetriebe rund um die Bundesstraßen an. Zurzeit befinden sich drei Baumärkte, zwei Elektromärkte, mehrere Lebensmittelmärkte sowie Bäckereifilialen und viele weitere Gewerbebetriebe (Metzgerei, Friseur, Schreinerei, freie Autowerkstätten, Lebensmittel-Großmarkt/Cash & Carry) im Gemeinde- und im Industriegebiet. Insbesondere befinden sich die meisten Würzburger Autohäuser in Lengfeld. Für die Erschließung des IKEA-Marktes auf größtenteils Lengfelder Gemarkung wurde eine neue Anschlussstelle an der B 19 gebaut. Für Übernachtungsgäste sind ein Hotel sowie Pensionsbetriebe vorhanden.

## Markante Bauten
Von besonderer Bedeutung für das Stadtbild sind folgende Gebäude anzusehen, zumeist am Straßenzug St. Laurentiusstraße bzw. Herrenhofstraße gelegen
- Katholische Kirche „St. Laurentius“, Fertigstellung 1802, eine Saalkirche mit eingezogenem Dreiseitchor und Satteldach, Fassade mit geschweiftem Blendgiebel und leicht vortretendem Turm mit Zwiebelhaube, Putzmauerwerk mit Werksteingliederungen, im Stil des noch am Spätbarock orientiertenr Klassizismus aus dem Jahr 1802 mit Ausstattung.[28]
- Altes Milchhäusle, zunächst als Gefängnis und Feuerwehrhaus genutzt, ab 1930 als Milchkühlhaus, aktuell Jugendtreff in Betreuung der Diakonie Würzburg
- Altes Rathaus
- alter Brunnen an der Herrenhofstraße, der seit 2000 in der Karwoche bis zum Weißen Sonntag vom SPD-Ortsverein Lengfeld in fränkischer Tradition als Osterbrunnen geschmückt wird[29][30]
- zweigeschossiger Walmdachbau in der Herrenhofstraße 7, um 1800
- ergänzend auch diverse Bildstöcke im Ortsbild

Die Neugestaltung der Ortsmitte wird dazu führen, dass das alte Feuerwehrhaus von 1930 abgerissen wird. Die freie Fläche wird mit einem Neubau und einer geänderten Verkehrsführung, v. a. für die Buslinien genutzt.

## Sport
1876 wurde der Turn- und Sportverein (TSV) Lengfeld gegründet, der Stand November 2021 14 Abteilungen umfasst. Die Abteilung Tennis tritt unter dem Namen Tennisclub Schwarz-Rot Lengfeld auf. Die Abteilung Fasching besteht seit 1967 und hat als eigenen Namen Faschingsgesellschaft Lengfeld gewählt. Der Fußballverein des TSV Lengfeld spielt seit der Saison 2019/2020 in der Landesliga Nordwest. Die 1. Herrenmannschaft der Volleyballabteilung spielt in der Bayernliga Nord.
Der KK Schützenverein 1928 e. V. ist ein weiterer Sportverein in Lengfeld.
Für Pferdesportler bietet der Reit- und Fahrverein Kürnachteil verschiedene Angebote.
In der Zeit 2017 bis 2020 war Lengfeld als Standort für ein neues Stadion für den Würzburger Fußballverein Kickers im Gespräch. Aufgrund der zusätzlichen Lärm- und Verkehrsbelastung wandte sich der Bürgerverein Lengfeld mit einer Unterschriftenaktion gegen diese Planungen.

## Bildung
In Lengfeld befinden sich fünf Kindergärten (der erste des Dorfes wurde am 1. September 1890 als Kleinkinderbewahranstalt eröffnet) sowie eine Grundschule.
Von überregionaler Bedeutung ist das „Blindeninstitut“, das verschiedene schulvorbereitende Maßnahmen, Schulen („Graf-Bentheim-Schule“) und Berufsfördermaßnahmen für Personen mit eingeschränktem Sehvermögen und ggf. Mehrfacheinschränkungen anbietet.

## Kulturelles Leben
Das Kulturleben in Lengfeld wird von verschiedenen Vereinen geprägt, z. B. dem Männergesangsverein Frohsinn von 1929, der Blaskapelle Lengfeld sowie verschiedenen Kirchenchören, z. B. in St. Lioba, in St. Laurentius/Ökumenisches Zentrum. Des Weiteren ist die Kunstscheune Lengfeld e. V. zu nennen, ein Multifunktionsraum in einer denkmal gerecht renovierten Zehntscheune. Außerdem ist in der Ortsrandlage zur Nachbargemeinde Rottendorf auf den Veranstaltungsraum „Wöllrieder Hof“ zu verweisen, als Veranstaltungsraum für Kleinkunst und größere Musikevents. In der Kürnachtalhalle werden im Fasching Prunksitzungen der Faschingsgilde Lengfeld durchgeführt, die seit 1967 besteht.
Für die lesende Bevölkerung steht eine Stadtteilbibliothek mit ca. 6.500 entleihbaren Medien zur Verfügung, im alten Rathaus zwischen Herrenhofstraße und St.-Laurentius-Straße, betrieben von der Stadtbücherei Würzburg. Ende November wurde zwischen dem Ökumenischen Zentrum und der Kürnachtalhalle ein Bücherschrank zum kostenfreien Tauschen von Büchern aufgestellt.
Die über 40 Jahre aktive „Lengfelder Puppenbühne“, die regelmäßig im ökumenischen Zentrum spielte, wurde 2017 eingestellt.

## Lengfelder Medien
Neben den Würzburger Regionalmedien „Main-Post“, Bayerischer Rundfunk/Regionalstudio Würzburg, TV Mainfranken und Radio Gong bzw. Radio Charivari sind verschiedene Verteilmedien zu nennen:
- „Mainfranken-Kurier“ für Lengfeld, Versbach, Lindleinsmühle und Dürrbachtal aus dem regiogate Verlag Unterpleichfeld, einer vierteljährlichen Publikation, die mit Werbeprospekten verteilt wird und inhaltlich v. a. Berichte verschiedener Vereine und Stadtratsmitglieder zu Lengfelder Entwicklungen enthält
- „Lengfeld aktuell“, als Verteilzeitschrift der Werbegemeinschaft Lengfeld, v. a. mit Informationen aus dem Lengfelder Wirtschafts-, Vereins- und Kirchengemeindeleben
- „TSV aktuell“, eine Quartalszeitschrift des TSV Lengfeld für seine Mitglieder, v. a. mit vereinsinternen Mitteilungen

## Gesundheitsfürsorge
In Lengfeld sind mehrere Allgemein-, Fach- und Zahnärzte sowie drei Apotheken angesiedelt. Ebenfalls kann Physiotherapie und Psychotherapie in Anspruch genommen werden. Des Weiteren steht die ärztliche Versorgung durch Arztpraxen und Krankenhäuser in Würzburg zur Verfügung.

## Naherholung
Naherholungsräume sind in erster Linie im Kürnachtal und auf der Lengfelder Höhe sowie in verschiedenen parkähnlichen Anlagen im Ortsmittelpunkt und hinter dem Straßenzug „Am Trog“/„Wöllrieder Höhe“ zu finden. Der Höhenzug „Lengfelder Höhe/Rottendorfer Weg“ wird möglicherweise durch weitere Gewerbeansiedlungen im Gewerbegebiet Lengfeld-Nord beeinträchtigt. Für Kinder gibt es einen umfangreichen Wasserspielplatz gegenüber der Kürnachtalhalle.

## Politisches Leben
Verschiedene Parteien haben Ortsvereine in Lengfeld gegründet. Zu nennen sind in alphabetischer Reihenfolge
- CSU, mit dem Ortsverband Lengfeld[64]
- Die Grünen, mit dem 2019 gegründeten Ortsverein Lengfeld[65]
- SPD, der Ortsverein Lengfeld wurde mit anderen Ortsvereinen 2015 zum Ortsverein Würzburg-Nord vereinigt[66]

Aus Lengfeld sind in der Wahlperiode 2020–2026 (in alphabetische Reihenfolge des Nachnamens) Alexander Kolbow (SPD), Wolfgang Roth (CSU) und Charlotte Schlossareck (Bürgerforum) im Würzburger Stadtrat vertreten.

## Bürgerliche Beteiligung
Die Freiwillige Feuerwehr wurde am 21. November 1869 gegründet und ist damit die älteste Bürgerinitiative am Ort. Mit zwei Löschfahrzeugen und einem Mehrzweckfahrzeug, z. B. für „first-responder-Einsätze“, bedient sie vor allem den Ortsteil Lengfeld selbst, das angrenzende Industriegebiet und rückt ggf. auch in angrenzende Gemeinden des Landkreises aus. Die Jugendfeuerwehr veranstaltet seit 2009 ein öffentliches Halloween-Event „Geisterhaus“, das rege von der Einwohnerschaft angenommen wird.
Der Bürgerverein Lengfeld, eine parteipolitisch unabhängigen Organisation mit derzeit ca. 200 persönlichen Mitgliedern und ca. 30 juristischen Personen (zumeist Vereine u. ä. Organisationen), vertritt seit 1978 die Interessen der Lengfelder Bevölkerung gegenüber der Stadt Würzburg, auf Basis des Eingemeindungsvertrags von 1977. Jedes Jahr werden "Lengfelder Erwartungen" formuliert und der Stadtverwaltung vorgelegt, zur Verbesserung der Lebensbedingungen im Stadtteil. Des Weiteren wirken Mitglieder des Vereins in städtischen Gremien (z. B. Radverkehrsbeirat der Stadt Würzburg"), in der kommunalen Bürgerbeteiligung (ISEK 2016/2017) und bei aktuellen Anlässen mit, z. B. der Erschließung neuer Baugebiete und der damit einher gehenden Verkehrsbelastung. U.a. wurde im Frühjahr 2021 ein monatlich stattfindender Bauernmarkt organisiert. Auch ein Schrank zum Büchertausch ("Bücherschrank") konnte auf Initiative des Bürgervereins errichtet werden.
Auf örtlicher Ebene sind des Weiteren die Vereine des Elternbeirats der Grundschule Lengfeld, der Freundeskreis Ökumenisches Zentrum („ÖZ“) und der Kindergartenverein St. Lioba zu nennen. Die Interessen der örtlichen Gewerbetreibenden werden in der Werbegemeinschaft Lengfeld e. V. gebündelt. Hinzu treten Ortsgruppen von Verbänden wie der Bayerische Bauernbund, die Deutsche Pfadfinderschaft St. Georg (DPSG), die Katholische Arbeitnehmerbewegung (KAB), der Katholische Frauenbund Deutschland (KDFB) oder der Sozialverband VdK und der Wasser- und Bodenverband.

## Kirchliches Leben und Religiöse Gemeinschaften
Ausgangspunkt des kirchlichen Lebens ist die Pfarrkirche St. Laurentius (in Abgrenzung zum katholischen Teil im Ökumenischen Zentrum auch „Alt-Laurentius“ genannt). Das Lengfelder Pfarrhaus wurde 1811 erbaut. Ab 1958 fanden Sonntagsgottesdienste in der in den 1980er Jahren abgerissenen Rosenmühle statt. Hinzu kam die Kirchengemeinde St. Lioba, deren Kirche 1963 eingeweiht wurde, und deren Arbeit durch den Förderverein Lioba-Höfle unterstützt wird. Die evangelisch-lutherische Kirchengemeinde Lengfeld umfasst die Gebiete der Markus-Kirchengemeinde in der benachbarten politischen Gemeinde Estenfeld und die evangelische Gemeinde im Würzburger Ortsteil Lengfeld, mit jeweils ca. 1.000 Angehörigen. Im Dezember 1975 wurde ein ab 1973 errichtetes Ökumenisches Zentrum eingeweiht, in dem jeweils ein katholischer und evangelischer Kirchenraum in einer Gesamtanlage integriert sind. Lengfeld war somit Vorreiter einer ökumenischen Entwicklung, die sich unter anderem im 2003 beschlossenen Beitritt der beiden großen Kirchen in der Arbeitsgemeinschaft Christlicher Kirchen in Würzburg fortsetzte. Mit 6500 Mitgliedern bildet St. Laurentius/St. Lioba Lengfeld die größte katholische Pfarrei Würzburgs. Die katholischen und evangelisch-lutherischen Kirchengemeinden in Lengfeld geben einen gemeinsamen Pfarrbrief „neues im Blick“ heraus, der ca. zehnmal im Jahr erscheint.
Daneben finden sich noch mehrere freikirchliche Gemeinden und Gemeinschaften auf Gemarkungsgebiet. Die Sikh-Religionsgemeinschaft Gurdwara Gobind Saga e. V. hat in Lengfeld einen Gebetsraum, ebenfalls die muslimische khatam Al-Anbiya.S.M.Ve.-Gemeinschaft (deutsch Siegel der Propheten - eine Umschreibung für den Propheten Mohammed, nach Sure 33, 40).
Von besonderer Bedeutung ist die Partnerschaft zwischen der katholischen Kirchengemeinde Lengfeld und der Kirchengemeinde im brasilianischen Pacoti, vom aus Lengfeld stammenden P. Kilian Mitnacht maßgeblich begründet. Die beiden Gemeinden unterstützen sich gegenseitig in pastoralen und sozialen Angelegenheiten. Im Neubaugebiet Lengfelder Höhe ist die Pacotistraße das Sinnbild der langjährigen Partnerschaft. Der Förderverein Partnerschaft Lengfeld-Pacoti e. V. ist seit 1996 Träger der Zusammenarbeit. Der langjährige Pfarrer von St. Laurentius, Msgr. Wolfgang Rieser (1931–2021), wurde mit seinem Ruhestand zum Pfarrer von Pacoti ernannt. Eine weitere Partnerschaft besteht mit der Gemeinde Mambakkan in Indien (Diözese Chennai).

## Wappen
Durch eine eingeschweifte goldene Spitze, darin ein schwarzes Mühlrad, gespalten von Blau und Rot, vorne eine goldene Lilie, hinten eine silberne Traube. Die goldene Lilie dient als Verweis auf die ursprüngliche Herrschaft durch das Ritterstift St. Burkhard, das Mühlrad spielt auf die bis zu sieben Mühlen auf Gemeindegebiet an, die Weintraube auf den Weinbau in der Gemeinde, v. a. im Bereich Pilziggrund und benachbarte Höhenzüge. Das Gemeindewappen wird heute v. a. von der Freiwilligen Feuerwehr Lengfeld auf Uniformen und Einsatzfahrzeugen und dem Bürgerverein Lengfeld geführt und erscheint auch auf dem Maibaum, vor der Kürnachtalhalle aufgestellt.

## Persönlichkeiten

### Ehrenbürger
Die Ehrenbürgerschaft kann nach Art. 16 der Gemeindeordnung für den Freistaat Bayern verliehen werden. Sie endet nach § 3 der Satzung über Ehrungen und Auszeichnungen der aufgelösten Gemeinde Lengfeld mit dem Tod der geehrten Person.
- Eugen Schmitt (1862–1936), katholischer Geistlicher, Pfarrer und Dekan.

Verleihung 1911
- Adolf Hitler (1889–1945), deutscher Reichskanzler.

Verleihung 1933
- Georg Engel (1893–1965), katholischer Geistlicher und Pfarrer.

Verleihung 1957

## Trivia
2014 übertrug der Bayerische Rundfunk das Zwölf-Uhr-Läuten u. a. aus Lengfeld.
2017/2018 kam Lengfeld durch das Auftauchen einer Biber-Familie an der Kürnach kurzzeitig in die Schlagzeilen. Daneben sorgt das Auftauchen von geschützten Feldhamstern auf Bauerwartungsland für regelmäßige Aufmerksamkeit.